# نيكوتينات الكروم الثلاثي
نيكوتينات الكروم الثلاثي (أو ثلاثي نيكوتينات الكروم) هو مركب أيوني يستخدم في بعض مكملات الكروم، كذلك يظهر هذا المركب بصيغة مختلفة قليلا في بعض المنتجات تحت اسم بولينيكوتينات الكروم (بالإنجليزية: Chromium Polynicotinate)‏ وذلك في منتجات يشار إليها على أنها غذاء طبي يستخدم للدعم الغذائي للحالات المرتبطة بداء السكري من النوع 2. وهو في كلتا الحالتين يعتبر خليط مع فيتامين ب3 (نياسين) من اجل توافر حيوي أكبر وامتصاص أفضل لعنصر الكروم. ومصنف انه مركب نياسين-كروم (niacin-bound chromium).

## كيمياء
يحتوي ثلاثي نيكوتينات الكروم على ثلاث وحدات حمض نيكوتيني لكل أيون كروم؛ أي أنه ثلاثي نيكوتينات الكروم. أما المركب المستخدم في المكملات الغذائية والذي يشار إليه باسم «بولينيكوتينات الكروم» يُفترض انه خليط من كلا: ثلاثي النيكوتينات وثنائي النيكوتينات، حيث تكون النسبة بين المركبين أكبر لصالح الأول.